# Мантарица
Мантарица е името на биосферен резерват в Родопите, България.

## Основаване и статут
Обявен е за резерват със Заповед № 960 от 8.VI.1968 г. на Министерство на горите и горската промишленост, и за биосферен резерват по програмата „Човек и биосфера“ на ЮНЕСКО. Площта на резервата е включена в границите на потенциална защитена зона „Западни Родопи“, част от Европейската екологична мрежа НАТУРА 2000. Целта за създаването на резервата е да се запазят местообитанията на глухара и вековните смърчови гори. Първоначално територията му била само 300 хектара, но впоследствие е разширен и сега неговата площ е близо 1070 хектара.

## Местонахождение
Разположен е в Западните Родопи, между град Ракитово и връх Голяма Сюткя. Резерватът обхваща местностите Мантарица, Петлите, Кайнаците и др. Резерват Мантарица се простира на надморска височина от 1200 до 1900 м. Релефът е силно разчленен като местността е съставена от обширни пасища и вековни гори, разположени по стръмните склонове.

## Флора
Основна цел на резервата е опазването на девствените гори от видовете обикновен смърч, ела и бук. Особено важна за резервата е смърчовата гора в областта Петлите, която е на възраст над 140 години. Тази гора е разположена в североизточната част на резервата.

## Фауна
Първоначално резерватът е обявен с цел опазването на вида глухар, който е застрашен от изчезване, както в България, така и в цяла Европа. Като цяло в резервата най-разнообразен е птичият свят. Освен глухар се срещат още сокол, ястреб, кълвач, скален орел, сойка, сврака, чинка и др. От бозайниците са установени сърна, благороден елен, кафява мечка, вълк, лисица, златка, заек, дива свиня, дива котка и др.